# A Foot in the Door: The Best of Pink Floyd
Compilations de Pink Floyd
Oh, By the Way
(2007) Discovery
(2011)
A Foot in the Door: The Best of Pink Floyd est une compilation best of de Pink Floyd réalisée dans le cadre de la campagne de remasterisation de l'œuvre intégrale du groupe intitulée Why Pink Floyd...? de 2011–2012.
En septembre 2011, au cours d'une campagne médiatique soutenue appelée Why Pink Floyd...?, EMI réédite le catalogue du groupe, intégralement remastérisé par James Guthrie, soit quatorze albums (à l'exception des deux live Delicate Sound of Thunder et P*U*L*S*E*).
Tous les albums studio sont remasterisés sous le nom Discovery Edition, chaque album accompagné d'un livret contenant les paroles et les crédits.
Cependant, les trois albums les plus fameux du groupe (Dark Side of The Moon, Wish You Were Here et The Wall), ont droit en plus de la version remasterisée Discovery, à des éditions baptisée Experience et Immersion (que l'on peut qualifier respectivement d'édition Deluxe et Super-Deluxe), au contenu inédit.
Les éditions Experience contiennent, en plus de l'album remasterisé (pour Wish You Were Here et The Wall), des démos inédites comme les versions originelles de Raving and Drooling (futur Sheep), You Gotta Be Crazy (futur Dogs) et la première mouture en un seul morceau de Shine On You Crazy Diamond en version live datant de 1974 ainsi que les premières démos avancées de The Wall. Plus particulièrement, sur Wish You Were Here, on découvre enfin la fameuse version de la chanson homonyme comportant les soli du violoniste Stéphane Grappelli.
L'édition Experience de Dark Side Of The Moon contient, en plus de l'album, un concert inédit où l'album fut intégralement joué, à l'Empire Pool (ex-Wembley Arena) en 1974.
Les éditions Immersion  de ces 3 albums contiennent, en plus du contenu des éditions Experience, des objets de collections (livrets, photos, reproduction de tickets de concert...). Ces éditions contiennent les albums sur CD, DVD et Bluray en son multi-canal (tel le 5.1 surround), avec des démos et remix inédits, ainsi que des documentaires et des extraits de concert.
Durant cette campagne de remasterisation, EMI édite une nouvelle compilation des meilleures chansons remasterisées appelée A Foot in the Door - The Best of Pink Floyd. Le coffret Discovery est également édité, contenant les 14 albums studios remasterisés.
Dans la foulée de ces rééditions — qui connaissent le même succès que la remastérisation des albums des Beatles en 2009 — Pink Floyd gagne son procès contre sa maison de disques EMI, en interdisant que celle-ci puisse vendre les chansons du groupe à l'unité sur les plates-formes de téléchargement, préservant ainsi la cohérence de l'œuvre sous forme d'albums et non de chansons disparates.

## Titres
| No  | Titre                                             | Auteur                                       | Album                                  | Durée |
| --- | ------------------------------------------------- | -------------------------------------------- | -------------------------------------- | ----- |
| 1.  | Hey You                                           | Roger Waters                                 | The Wall                               | 4:40  |
| 2.  | See Emily Play                                    | Syd Barrett                                  | Single, paru sur la compilation Relics | 2:48  |
| 3.  | The Happiest Days of Our Lives                    | Waters                                       | The Wall                               | 1:32  |
| 4.  | Another Brick in the Wall Part 2                  | Waters                                       | The Wall                               | 3:48  |
| 5.  | Have a Cigar                                      | Waters                                       | Wish You Were Here                     | 5:08  |
| 6.  | Wish You Were Here                                | David Gilmour, Waters                        | Wish You Were Here                     | 5:05  |
| 7.  | Time (version raccourcie)                         | Gilmour, Nick Mason, Waters, Richard Wright  | The Dark Side of the Moon              | 6:20  |
| 8.  | The Great Gig in the Sky                          | Wright, Clare Torry                          | The Dark Side of the Moon              | 4:36  |
| 9.  | Money                                             | Waters                                       | The Dark Side of the Moon              | 6:34  |
| 10. | Comfortably Numb                                  | Gilmour, Waters                              | The Wall                               | 6:19  |
| 11. | High Hopes (version raccourcie)                   | Gilmour, Polly Samson                        | The Division Bell                      | 6:55  |
| 12. | Learning to Fly                                   | Gilmour, Anthony Moore, Bob Ezrin, Jon Carin | A Momentary Lapse of Reason            | 4:49  |
| 13. | The Fletcher Memorial Home                        | Waters                                       | The Final Cut                          | 4:11  |
| 14. | Shine On You Crazy Diamond (parts 1-5, raccourci) | Wright, Waters, Gilmour                      | Wish You Were Here                     | 11:05 |
| 15. | Brain Damage                                      | Waters                                       | The Dark Side of the Moon              | 3:46  |
| 16. | Eclipse                                           | Waters                                       | The Dark Side of the Moon              | 1:53  |